# اچ‌ام‌اس ساسکس (۱۶۹۳)
اچ‌ام‌اس ساسکس (۱۶۹۳) (به انگلیسی: HMS Sussex (1693)) یک کشتی به طول ۱۵۷ فوت ۲ اینچ (۴۷٫۹ متر) بود. این کشتی دارای ۸۰ توپ و متعلق به نیروی دریایی پادشاهی انگلستان بود. اچ‌ام‌اس ساسکس در یک طوفان شدید در ۱ مارس ۱۶۹۴ در نزدیکی جبل‌الطارق گم شد. در کشتی احتمالاً ۱۰ تن (۳۳۰۰۰۰ اونس تروا) سکهٔ طلا وجود داشت که اکنون می‌تواند بیش از ۵۰۰ میلیون دلار ارزش داشته باشد.